# 荷塘镇 (高州市)
荷塘镇，是中华人民共和国广东省茂名市高州市下辖的一个乡镇级行政单位。

## 行政区划
荷塘镇下辖以下地区：
荷塘社区、荷塘村、松明村、石龙村、帝坑村、伦道村、堂南村、伦村、东冲村、存心村、那了村、六双村和大利村。